# Liste der Straßen in Essen-Altendorf

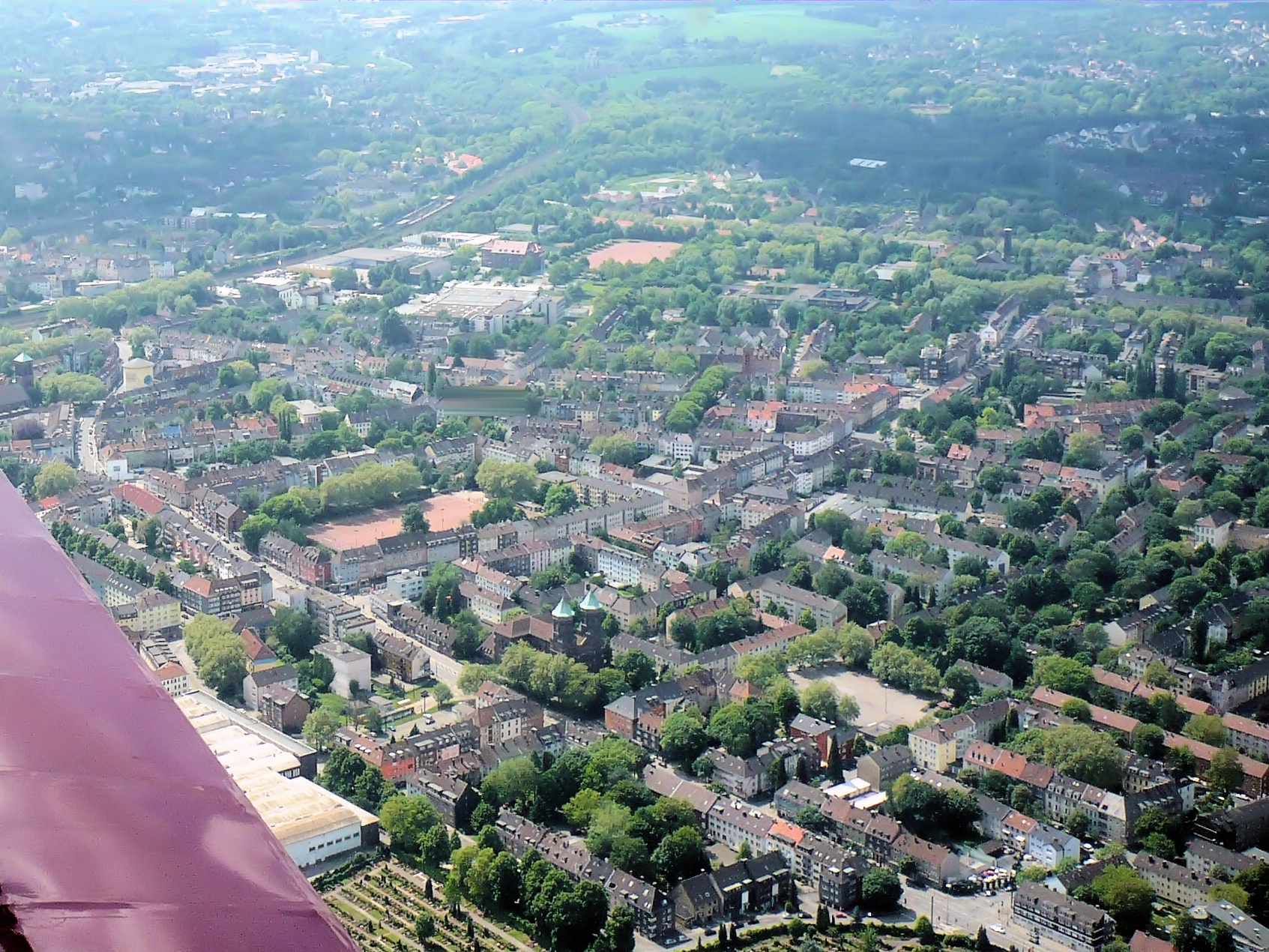
Altendorf, Blickrichtung Südwesten

Die Liste der Straßen in Essen-Altendorf beschreibt das Straßensystem im Essener Stadtteil Altendorf mit den entsprechenden historischen Bezügen.

## Einführung und Überblick
In Essen-Altendorf leben heute 23094 Einwohner (30. September 2022). Sie verteilen sich dabei auf einer Fläche von 2,49 Quadratkilometer. Zu Altendorf gehören die Postleitzahlenbezirke 45127 und 45143.
Die heutigen Essener Stadtteile Altendorf, Frohnhausen und Holsterhausen bildeten vor ihrer Eingemeindung zur Stadt Essen 1901 die Bürgermeisterei Altendorf, deren Straßennummerierung in acht Sektionen unterteilt war. Als man gegen Ende des 19. Jahrhunderts bei neubenannten Straßen die Häusernummerierung einführte, ergaben sich Probleme mit gleichen Hausnummern innerhalb der einzelnen Sektionen. Deshalb wurde im Jahr 1900 eine Straßenbenennungskommission gegründet, um noch vor der Eingemeindung die Straßenbenennung und Häusernummerierung zu bereinigen und dabei Rücksicht auf Straßen in Essen zu nehmen, was bis zum 15. Mai 1901 abgeschlossen war. Dieser Beschluss wurde auf Wunsch der Stadt Essen aber nicht ausgeführt. Nach der Eingemeindung bildete man unter der Leitung des Oberbürgermeisters Erich Zweigert eine neue Benennungskommission, die die Einteilung des nun neuen Stadtgebietes in Straßennamengruppen empfahl. Ausnahmen bildeten dabei jedoch historische Namen innerhalb der Bezirke.
In Altendorf gibt es mehrere Straßennamengruppen. Darunter nördlich der Altendorfer Straße die Gruppe ehemaliger Höfe und Güter in der Region, wie Drügeshof-, Rüsel-, Surs-, Thol- und Ehrenzeller Straße. Nahe der nördlichen Stadtteilgrenze befindet sich die Gruppe naher ehemaliger Gemeinden, wie Dorstener-, Sterkrader-, Mellinghofer- und Styrumer Straße. Südlich der Altendorfer Straße ist eine Gruppe bedeutender Wissenschaftler, wie die Kopernikus-, Ohm-, Röntgen- und Siemensstraße.
Die Grenzen Altendorfs verlaufen wie folgt:
 Im Westen bildet der Borbecker Mühlenbach den Grenzverlauf, bis er im Norden zur Straße Hagenbecker Bahn nach Osten abknickt. Im Norden bilden die Dorstener- und die Zollstraße die Grenze. Die Helenenstraße, die westliche Grenze des Krupp-Parks, die Husmannshof-, die Dickmanns- und die Haedenkampstraße zeichnen den östlichen Grenzverlauf Altendorfs. Südlich des Sportplatzes an der Haedenkampstraße führt die Grenze im Süden des Stadtteils weiter über die Heinitz- und die Hagenbeckstraße, bis die Bahnstrecke Dortmund–Duisburg in westlicher Richtung bis zum Borbecker Mühlenbach die weitere Grenze bildet.
In Altendorf gibt es 98 benannte Verkehrsflächen, darunter neun Plätze.
 Folgende Straßen befinden sich dabei nur teilweise im Stadtteil:
 Altendorfer Straße, Berliner Straße, Frohnhauser Straße, Grieperstraße, Hagenbecker Bahn, Haus-Berge-Straße, Helenenstraße, Herbrüggenstraße, Nöggerathstraße, Onckenstraße, Schölerpad, Wüstenhöferstraße und Zollstraße.
Durch den Stadtteil Altendorf verlaufen:
- die Bundesstraße 231 auf der Altendorfer Straße,
- die Landesstraße L20 auf der Oncken- und der Hirtsieferstraße und
- die Landesstraße L64 auf der Frohnhauser Straße.

## Liste der Straßen
Die nachfolgende Tabelle gibt eine Übersicht über die Straßen und Wege im Stadtteil mit entsprechenden Informationen.
- Name: aktuelle Bezeichnung der Straße oder des Platzes.
- Länge/Maße in Metern:
 Die in der Übersicht enthaltenen Längenangaben sind gerundete Übersichtswerte, die in Google Earth mit dem dortigen Maßstab ermittelt wurden. Sie dienen Vergleichszwecken und werden, sofern amtliche Werte bekannt sind, ausgetauscht und gesondert gekennzeichnet.
 Bei Plätzen sind die Maße in der Form a × b angegeben.
 Der Zusatz (im Stadtteil) gibt an, dass die Länge die des Straßenabschnitts innerhalb des Stadtkerns ist, sofern die Straße in benachbarte Stadtteile weitergeführt wird.
 Der Zusatz (ohne Stichstraßen) gibt bei verzweigten Straßen die Länge der „Hauptstraße“ an.
 Der Zusatz (alle Straßenabschnitte zusammen) gibt an, dass die Straße so verwinkelt ist, dass keine „Hauptstraße“ besteht. Stattdessen wird die Länge aller Straßenabschnitte zusammengezählt.
- Herleitung: Ursprung oder Bezug des Namens
- Datum der Benennung: amtliche Erstbenennung
- Anmerkungen: zusätzliche Informationen
- Bild: Foto der Straße oder eines anliegenden Objekts

| Name                      | Länge/Maße (in Metern)                | Herleitung | Datum der Benennung | Bemerkungen | Bild                                      |
| ------------------------- | ------------------------------------- | --- | ------------------- | --- | ----------------------------------------- |
| Altendorfer Straße        | 1650 (im Stadtteil)                   | Altendorf, heute Essener Stadtteil | 4. Dez. 1901        | Aus Anlass der Eingemeindung Altendorfs zur Stadt Essen am 1. August 1901 und in Erinnerung an die damit aufgelöste Bürgermeisterei Altendorf wurde aus der seit 1883 sogenannten Limbecker Chaussee die Altendorfer Straße. So ging man hier erstmals von dem Grundsatz aus, der Hauptstraße einer ehemaligen Gemarkung oder Gemeinde den Namen der jeweiligen Gemeinde zu geben, um ihn in Erinnerung zu halten. Später wurde das Prinzip geändert, indem man eine Straße nach dem Ort benannte, in den sie führt. Der östliche Teil der Altendorfer Straße, etwa ab der Haedenkampstraße bis ins Westviertel, wurde zur Zeit des Nationalsozialismus nach Gottfried Thomae (Thomaestraße) benannt, einem 1928 durch Zusammenstöße mit Kommunisten getöteten Nationalsozialisten. Am 15. Mai 1945 erhielt sie ihren Namen zurück. Heute bildet die Altendorfer Straße in Ost-West-Richtung durch den Stadtteil verlaufend einen Teil der Bundesstraße 231, die hier Essen mit Oberhausen verbindet. | Altendorfer Straße                        |
| Am Blambeckpark           | 40                                    | angrenzender Blambeckpark | 26. Feb. 2008       | Südwestlich der Stichstraße liegt der im Volksmund sogenannte Blambeckpark zwischen der Gesamtschule Bockmühle und der Altendorfer Straße. An der östlichen Ecke Am Blambeckpark/Altendorfer Straße gab es einst die Gaststätte von Franz Blambeck, die dem Park den Namen gab. Sie wurde nach Zerstörung im Zweiten Weltkrieg durch einen Neubau und der Gaststätte Ehrenzeller Hof ersetzt, die inzwischen geschlossen ist. Die Straße Am Blambeckpark ist eine südliche Stichstraße der Altendorfer Straße. |                                           |
| Amixstraße                | 420                                   | Kosename einer Anwohnerin | um 1896             | Als Kind wurde Anna Maria Hüttmann geborene Thol (*10. März 1853 in Altendorf, †18. Juli 1925 ebenda) Amix genannt. Diesen Kosenamen behielt sie zeitlebens. Sie heiratete den Landwirt Wilhelm Hüttmann, der an dieser Straße einige Häuser errichtete. Er erreichte, dass die Gemeindevertretung von Altendorf die damals noch namenlose Straße nach seiner Ehefrau benannte. Die Amixstraße verbindet den Gerhard-Marquardt-Platz mit der Helenenstraße. |                                           |
| Berliner Straße           | 170 (im Stadtteil)                    | Berlin, deutsche Hauptstadt | 16. Mai 1902        | Die Berliner Straße führt in Verlängerung der Oberdorfstraße nach Süden weiter in Frohnhausen. |                                           |
| Besselstraße              | 180                                   | Friedrich Wilhelm Bessel, Wissenschaftler der Astronomie, Mathematik, Geodäsie und Physik                                                | 7. Dez. 1906        | Die Besselstraße, die ursprünglich Martinstraße hieß, verbindet die Oberdorfstraße mit der Siemensstraße. |                                           |
| Bockmühlenweg             | 380                                   | Weg zu einer Mühle | 1. Okt. 1920        | Auf dem Grund der heutigen Grundschule an der Heinrich-Strunk-Straße befand sich einst eine sogenannte Bockwindmühle des Bauern Drüge. Zu dieser ist bereits in einer Katasterkarte von 1823 ein Weg namens Bockmühlenweg genannt, der etwa dem Verlauf der heutigen Heinrich-Strunk-Straße folgte. Der heutige Bockmühlenweg führt von der Hirtsieferstraße in südwestlicher Richtung zum Hedwig-Dransfeld-Platz. |                                           |
| Buddestraße               | 190                                   | Otto Budde, Ingenieur, sogenannter kruppscher Beamter                                                                                    | 30. Mai 1913        | Die Buddestraße liegt dort, wo sich einst die kruppsche Arbeiterkolonie Kronenberg befand. Da die Straßen der Kolonie ursprünglich alle nach Buchstaben sortiert waren, trug die 1913 benannte Buddestraße dort die Bezeichnung N-Straße. Zwischen 1902 und 1913 war sie Teil der Hagenbeckstraße. Die Buddestraße verbindet die Heinitzstraße mit der Haedenkampstraße. |                                           |
| Bülsebeckstraße           | 270                                   | Bülsebeck, Flurname | 9. Juli 1915        | In der Landmatrikel von 1668 ist Rotger Lange aus Holsterhausen als Besitzer eines Morgens Land im kleinen Kempken bey Aldendorp auff die Bülßbeck schießendt genannt. Die Schreibweise Büldenbeck taucht in der Mutterrolle von 1826 auf. Ursprünglich trug bis etwa 1915 der westliche Abschnitt heutigen Hüttmannstraße den Namen Bülsebeckstraße, der vom Holdenweg nach Nordosten abzweigt und einst auf die heute nicht mehr vorhandene Sevenarstraße führte. Die heutige Bülsebeckstraße, die ursprünglich Beckstraße und bis 1915 Bedingrader Straße hieß, bildet eine nordöstliche Stichstraße des Holdenwegs. |                                           |
| Buschhauser Straße        | 100                                   | Ort Buschhausen | 5. Feb. 1909        | Buschhausen war zur Zeit der Benennung noch selbstständig und wurde am 1. April 1909 ein Ortsteil der Stadt Sterkrade. Beides gehört heute zu Oberhausen. Die Buschhauser Straße verbindet die Sterkrader Straße mit der Haus-Berge-Straße. |                                           |
| Clausiusstraße            | 100                                   | Rudolf Clausius, Physiker | 16. Mai 1902        | Die Clausiusstraße ist eine östliche Stichstraße der Grunertstraße. |                                           |
| Dechenstraße              | 240                                   | Ernst Heinrich von Dechen, Professor für Bergbaukunde und Geologe sowie Erfinder                                                         | 16. Mai 1902        | Die Dechenstraße, die ursprünglich Karlstraße hieß, verbindet die Siemensstraße mit der Oberdorfstraße. |                                           |
| Devensstraße              | 140                                   | Friedrich Leopold Devens, preußischer Beamter, Mitglied des Reichstags des Norddeutschen Bundes und des Zollparlaments                   | 20. Okt. 1905       | 1859 war Devens Landrat des Landkreises Essen und wohnte auf seinem Besitz, dem ehemaligen Rittersitz Haus Berge. Die Devensstraße verbindet die Niederfeldstraße mit der Wordstraße |                                           |
| Dickmannstraße            | 200                                   | Dickmann, Hofname | 16. Dez. 1970       | Zum 42 Morgen großen Hof Dickmann wird in der Landmatrikel von 1668 der Aufsitzer Hermann Dykmans genannt. Es war ein Leibgewinngut des Gräflichen Damenkapitels in Essen. Der Dickmannshof ging auf Betreiben des Kaufmanns Brockhoff 1768 in Konkurs und die Familie Dickmann wurde des Hofes verwiesen. 1769 werden die Eheleute Kuhlmann aus Borbeck Pächter auf Lebenszeit. 1795 sind als gemeinschaftliche Eigentümer das Damenkapitel und der Kaufmann Brockhoff genannt. Schließlich wird 1846 Franz Philipp Paus als Eigentümer des nun 61 Morgen großen Hofes genannt. Die Dickmannstraße, die einst ursprünglich Hasenkampstraße hieß, erhielt erstmals am 16. Mai 1902 ihren Namen. Im gleichen Jahr wurde sie Barkhofstraße und am 20. November 1937 Vesterstraße genannt, bevor sie 1970 wieder Dickmannstraße hieß. Heute verbindet sie in einem Winkel die Husmannshofstraße mit der Altendorfer Straße und bildet dabei die Grenze zum Westviertel. |                                           |
| Dinslaker Straße          | 190                                   | Dinslaken, Stadt am Niederrhein | 20. Sep. 1972       | Die Dinslaker Straße verbindet die Straße Hagenbecker Bahn mit der Haus-Berge-Straße. |                                           |
| Dorstener Straße          | 220                                   | Dorsten, Stadt an der Lippe | 26. Nov. 1909       | Die Dorstener Straße verbindet die Dinslaker Straße mit dem Jahnplatz. |                                           |
| Dreesweg                  | 110                                   | Drees, Familienname | 5. Juni 1934        | Der Dreesweg wurde nach der alteingesessenen Familie Drees benannt, die seit dem 16. Jahrhundert nachweisbar ist. Sie betrieb an der Ecke Dreesweg/Nöggerathstraße eine Gastwirtschaft. Der Dreesweg verbindet die Heinrich-Strunk-Straße mit der Nöggerathstraße. |                                           |
| Drügeshofstraße           | 210                                   | Drüge, Hofname | 5. Aug. 1936        | Der Hüf Drüge war ein Unterhof von Hof Ehrenzell. 1332 heißt es im Kettenbuch: mansus Seghewini dieti Drughen. In der Landmatrikel von 1668 ist der Aufsitzer Johan Drüggen und der 44 Morgen große Hof genannt. Der ganze Bauer Drüge wird 1795 erwähnt. Der Hof wird als Behandigungsgut und der Aufsitzer als Eigentümer genannt. Hermann Drüge war 1741 Behandigter. Ihm folgte 1827 die Witwe Johanna Drüge und ihr Sohn Johann Friedrich, wobei der Hof zu dieser Zeit 97 Morgen Größe besaß. In der Erbfolge wurde Anna Maria Drüge geborene Barkhoff 1904 Eigentümerin des Hofes. Die Drügeshofstraße, zuvor Bungertstraße hieß, verbindet den Holdenweg mit dem Schölerpad. |                                           |
| Ehrenzeller Platz         | 90 × 80                               | Ehemaliger Oberhof Ehrenzell | 16. Mai 1902        | Der Oberhof Ehrenzell wurde im Jahr 966 von Otto I. dem geistlichen Konvent in Essen geschenkt. Dem Oberhof unterstanden zeitweise bis zu 64 Unterhöfe. Der Ehrenzeller Platz liegt zwischen Ehrenzeller-, Hüttmann-, Hasken- und Sursstraße. |                                           |
| Ehrenzeller Straße        | 820                                   | Ehemaliger Oberhof Ehrenzell | 16. Mai 1902        | Geschichtliches siehe Ehrenzeller Platz. Die Ehrenzeller Straße verbindet die Kötterstraße mit der Husmannshofstraße. | Ehrenzeller Straße, St. Mariä Himmelfahrt |
| Eppinghofer Straße        | 200                                   | Eppinghofen, ehemalige Bauerschaft und Gemeinde                                                                                          | 16. Mai 1902        | Die ehemalige Bauerschaft Eppinghofen ist seit 1878 ein Stadtteil von Mülheim an der Ruhr. Die Eppinghofer Straße verbindet den Holdenweg mit dem Schölerpad. |                                           |
| Eulerstraße               | 170                                   | Leonhard Euler, Schweizer Mathematiker und Physiker                                                                                      | 16. Mai 1902        | Die Euler Straße, die ursprünglich Theodorstraße hieß, verbindet die Haedenkampstraße mit der Unterdorfstraße. |                                           |
| Euskirchenstraße          | 260                                   | Joseph Euskirchen, Pfarrer | 1. Dez. 1927        | Joseph Euskirchen wurde am 17. Dezember 1852 in Unkel geboren. Er war ein katholischer Pfarrer und Prälat. Ab 1925 war er Stadtdechant von Essen. Nachdem er am 30. März 1925 in Essen-Bredeney starb, wurde er auf dem katholischen Friedhof an der Helenenstraße beigesetzt. Die Euskirchenstraße, die ursprünglich Marienstraße hieß, verbindet die Niederfeldstraße mit der Schmitzstraße. |                                           |
| Fritz-Niermann-Platz      | 30 × 30                               | Fritz Niermann, Gerechter unter den Völkern                                                                                              | 22. Mai 2013        | Fritz Niermann war Lebensmittelhändler in Altendorf. Nachdem sechs junge Zwangsarbeiterinnen (namentlich: Gizella Israel, Rosa Katz, Agnes und Renée Königsberg sowie Elizabeth und Erna Roth) Ende Februar oder Anfang März 1945 in den Wirren eines Luftangriffs auf dem Weg vom KZ-Außenlager Humboldtstraße zur Arbeit bei Krupp, vor dem Abtransport ins KZ Bergen-Belsen flüchten konnten, kamen vier der Mädchen über weitere Helfer bei Fritz Niermann in seiner Wohnung in der Markscheide 50 unter und konnten hier versorgt werden. Bis zum Einmarsch der Amerikaner in Essen am 11. April 1945 konnte Niermann die Mädchen versteckt halten, die so ihre Flucht überlebten. Am 19. März 1985 verlieh der Staat Israel Fritz Niermann postum den Ehrentitel Gerechter unter den Völkern. Das Haus in der Markscheide 50 wurde 2011 im Rahmen der Anlage des Niederfeldsees und der Errichtung angrenzender Wohn-Neubauten abgerissen. 2013 wurde ein kleiner Platz innerhalb der neuen Wohnsiedlung nach Fritz Niermann benannt. | Fritz-Niermann-Platz                      |
| Frohnhauser Straße        | 100 im Stadtteil                      | Straße nach Frohnhausen | um 1860             | Die Frohnhauser Straße berührt vom Westviertel kommend die südöstliche Grenze Altendorfs und führt weiter nach Frohnhausen, wo sie teils unterschiedliche Namen hatte. Der gesamte Straßenverlauf wurde nach Eingemeindung der damaligen Bürgermeisterei Altendorf am 13. Dezember 1901 zur Frohnhauser Straße. |                                           |
| Gaußstraße                | 290                                   | Carl Friedrich Gauß, Mathematiker, Astronom, Geodät und Physiker                                                                         | 10. Jan. 1929       | Die Gaußstraße verbindet in Nord-Süd-Richtung den Hedwig-Dranseld-Platz mit der Nöggerathstraße. |                                           |
| Geißlerstraße             | 140                                   | Heinrich Geißler, Glasbläser, Instrumentenmacher[1] und Erfinder der Geißlerschen Röhre                                                  | 16. Mai 1902        | Die Geißlerstraße, die ursprünglich Klemensstraße hieß, verbindet die Siemensstraße mit der Röntgenstraße. |                                           |
| Gerhard-Marquardt-Platz   | 30 × 30                               | Gerhard Marquardt, Gerechter unter den Völkern                                                                                           | 22. Mai 2013        | Gerhard Marquardt (*30. Mai 1904 in Posen; †14. März 1983 in Essen) war Kranführer bei Krupp. Er verhalf sechs jungen Zwangsarbeiterinnen (namentlich: Gizella Israel, Rosa Katz, Agnes und Renée Königsberg sowie Elizabeth und Erna Roth) bei der Flucht, als sie Ende Februar oder Anfang März 1945 in den Wirren eines Luftangriffs, auf dem Weg vom Lager zur Arbeit bei Krupp, vor dem Abtransport ins KZ Bergen-Belsen flüchten konnten. Sie kamen in Marquardts Notunterkunft unter, einer Gartenlaube an der Stadtwiese, wo Erna Marquardt für sie kochte. Dann versteckte Gerhard Marquardt die Mädchen in einer Hausruine am Reckhammerweg und später in einer verlassenen Gartenlaube. Größeren Brotvorrat konnte Marquardt mithilfe eines Bekannten beschaffen. Nachdem wenig später auch die Gartenlaube kein sicheres Versteck mehr bot, wandten sich die flüchtigen Mädchen an den Ofenbauer und Krupp-Meister Karl Schneider, der den Mädchen wegen guter Behandlung in Erinnerung war. Karl Schneider brachte die Mädchen an verschiedenen Orten in Altendorf unter, wo sie bis zum Einmarsch der Amerikaner in Essen am 11. April 1945 in ihren Verstecken gehalten werden konnten. Sie überlebten damit ihre Flucht. Am 19. März 1985 verlieh der Staat Israel Gerhard Marquardt posthum den Ehrentitel Gerechter unter den Völkern. 2013 wurde ein kleiner Platz innerhalb der neuen Wohnsiedlung nahe dem neu angelegten Niederfeldsee nach Gerhard Marquardt benannt. |                                           |
| Graßmannstraße            | 50                                    | Hermann Graßmann, Mathematiker, Physiker und Sprachwissenschaftler                                                                       | 1. Okt. 1920        | Die Graßmannstraße ist eine östliche Stichstraße des Bockmühlenwegs. |                                           |
| Grieperstraße             | 1020 (im Stadtteil)                   | Griepmann, Hofname | 16. Mai 1902        | Der Hof Griepmann war ein Unterhof von Hof Ehrenzell. Der Name Johan im Gryp wird 1602 genannt. In der Landmatrikel von 1668 ist Heinrich Grypman Aufsitzer und der Hof 25 Morgen groß. 1780 waren die Eheleute Wilhelm Bückmann und Anna Catharina Griepmann Letztbehandigte. Der halbe Bauer Friepmann wird 1795 erwähnt und der Hof als Behandigungsgut bezeichnet. Eigentümer war Griepman. 1830 wurden noch Philipp Brückmann und seine Ehefrau Anna Maria geborene Schulte-Nünning behandigt. Die Grieperstraße hieß ursprünglich Bergmühlenstraße und wurde am 9. Juli 1915 ab der damaligen Bahnstrecke Osterath–Dortmund Süd nach Norden verlängert. Sie führt von der Altendorfer Straße in nördlicher Richtung am Niederfeldsee vorbei bis zur Stadtteilgrenze zu Bochold. |                                           |
| Grunertstraße             | 670 (ohne Stichstraßen)               | Johann August Grunert, Mathematiker | 16. Mai 1902        | Die Grunertstraße bildet einen südlichen Bogen von der Nöggerathstraße abgehend und wieder auf diese zurück. |                                           |
| Haedenkampstraße          | 900                                   | Hermann Haedenkamp, sogenannter Kruppscher Beamter                                                                                       | 9. Juli 1915        | Hermann Haedenkamp (* 15. Mai 1845 in Hamm; † 24. November 1911 in Essen) war Prokurist und Oberingenieur bei der Firma Krupp. Die Haedenkampstraße bildet auf ihrer gesamten Länge die Grenze zum Nachbarstadtteil Westviertel. Ihr ursprünglicher Name in der damaligen Arbeiterkolonie Kronenberg war K-Straße, da dort die Straßen zunächst nach Buchstaben sortiert waren. Ab 16. Mai 1902 wurde sie in der Kolonie zur Margaretenstraße und nach Südosten verlängert zur Kraemerstraße, bevor sie insgesamt Haedenkampstraße genannt und am 20. März 1968 weiter verlängert wurde. | Haedenkampstraße                          |
| Hagenbecker Bahn          | 560 (im Stadtteil)                    | Anschlussbahn zur Zeche Hagenbeck | 31. März 1947       | Die Straße liegt an der ehemaligen Bahntrasse der Anschlussbahn der einstigen Zeche Hagenbeck, die zum Bahnhof Essen-Bergeborbeck führte. Die Straße Hagenbecker Bahn führt westlich des Niederfeldsees nach Norden zur Stadtteilgrenze nach Bochold. |                                           |
| Hagenbeckstraße           | 270                                   | ehemalige Zeche Hagenbeck | 16. Mai 1902        | Die Hagenbeckstraße, die in ihrem heutigen Verlauf zuvor Hohenzollernstraße hieß und deren westlicher Teil 1920 zur Straße In der Hagenbeck umbenannt wurde, führt von der zur Hittorfstraße und endet östlich dieser als Stichstraße. Bis 1913 führte sie weiter nach Osten bis zur Haedenkampstraße, wo sie seitdem Buddestraße heißt. |                                           |
| Hamborner Straße          | 280                                   | ehemalige Stadt Hamborn | 26. Nov. 1903       | Hamborn wurde 1929 zur Stadt Duisburg eingemeindet. Die Hamborner Straße verbindet die Holtener Straße mit der Haus-Berge-Straße. |                                           |
| Haskenstraße              | 450                                   | Hasken, Hofname | 16. Mai 1902        | Der Hof Hasken war ein fürstlich-essendisches Behandigungsgut in den Oberhof Ehrenzell gehörig. Im Kettenbuch von 1332 wird mansus Arnoldi Hasseken erwähnt. In der Landmatrikel von 1668 sind der Aufsitzer Johann Haßken und der rund 19 Morgen große Hof genannt. 1803 waren Heinrich Hasken und Anna Catharina geborene Kalthoff Letztbehandigte. Der Sohn aus zweiter Ehe von Anna Catharina, Heinrich Hasken, wurde 1832 mit nur 16 Jahren Hofbesitzer. Er löste 1841 die auf dem Hof liegenden fiskalischen Lasten ab und wurde damit uneingeschränkter Eigentümer des dann 46 Morgen großen Hofs. Die Haskenstraße, die ursprünglich Henriettenstraße hieß, verbindet die Rüselstraße mit der Altendorfer Straße. |                                           |
| Haus-Berge-Straße         | 660 (im Stadtteil)                    | Haus Berge, ehemaliger Rittersitz, Lehngut des Stiftes Essen                                                                             | 9. Juli 1915        | Die Haus-Berge-Straße, die ursprünglich die Sterkrader Straße war, führt in Verlängerung der Helenenstraße ab der ehemaligen Bahnstrecke Osterath–Dortmund Süd nach Nordwesten nach Bochold, wo sie weitergeführt wird. |                                           |
| Hedwig-Dransfeld-Platz    | 70 × 30                               | Hedwig Dransfeld, Frauenrechtlerin und Politikerin                                                                                       | 11. Dez. 1931       | Am Hedwig-Dransfeld-Platz liegt das im Februar 1932 in Betrieb gegangene katholische Frauenrechtlerhaus. Der Hedwig-Dransfeld-Platz liegt in der Hirtsiefersiedlung zwischen dem Bockmühlenweg, der Gauß- und der Riemannstraße. |                                           |
| Heinitzstraße             | 300                                   | Friedrich Anton von Heynitz, einer der Gründer der Bergakademie Freiberg und der bedeutendste preußische Staatswirt des 18. Jahrhunderts | 16. Mai 1902        | Die Heinitzstraße führt von der Brücke der Bahnstrecke Dortmund–Duisburg in nordwestlicher Richtung zur Sälzerstraße. |                                           |
| Heinrich-Hirtsiefer-Platz | 100 × 60                              | Heinrich Hirtsiefer, Sozialpolitiker, Mitglied der Deutschen Zentrumspartei und stellvertretender preußischer Ministerpräsident          | 9. Juni 2022        | Der Platz liegt nördlich angrenzend an die Bahnstrecke Mülheim–Dortmund an der Kreuzung von Oncken- und Nöggerathstraße. Die Bezirksvertretung für Altendorf hatte sich am 9. Juni 2022 für die Namensgebung entschieden. Im März 2023 fand hier der erste Spatenstich und im Juni 2024 das Richtfest der neuen Geschäftsstelle der Wohnungsgenossenschaft Essen-Nord eG statt. |                                           |
| Helenenstraße             | 600 (im Stadtteil)                    | Zeche Vereinigte Helene & Amalie | vor 1874            | Die Helenenstraße führt von der Altendorfer Straße nach Norden bis zur Kreuzung mit der Haus-Berge-Straße. Hier führt sie weiter nach Norden in die Stadtteile Nordviertel und Bochold. |                                           |
| Helmholtzplatz            | 45 × 40                               | Hermann von Helmholtz, Physiologe und Physiker                                                                                           | 21. Okt. 1938       | Ursprünglich führte über diesen Bereich die Kaiserstraße und ab 1902 die Helmholtzstraße, die damals zur Unterdorfstraße führte. Heute wird der Helmholtzplatz durch die Unterdorfstraße im Osten und die Helmholtzstraße im Westen begrenzt. |                                           |
| Helmholtzstraße           | 190                                   | Hermann von Helmholtz, Physiologe und Physiker                                                                                           | 16. Mai 1902        | Die Helmholtzstraße führt von Süden in Verlängerung der Henitzstraße ab der Kreuzung Sälzerstraße zur Oberdorfstraße. |                                           |
| Helmut-Werner-Weg         | 400 (alle Straßenabschnitte zusammen) | Helmut Werner, Vorsitzender des Stadtverbands Essen                                                                                      | 12. Sep. 2006       | Helmut Werner (Geburts- und Sterbedaten sind unbekannt) war zwischen 1990 und 1994 Vorsitzender des Stadtverbands Essen. Der Helmut-Werner-Weg wurde in einem Wohngebiet angelegt, das sich auf dem westlichen Teilgebiet des 1968 eröffneten und im Jahr 2000 geschlossenen und später abgerissenen Freibads West erstreckt. |                                           |
| Herbrüggenstraße          | 100 (im Stadtteil)                    | Schulte-Herbrüggen, Hofname | 9. Juli 1915        | Am sogenannten Dritte-Garben-Gut des Stiftes Essen, dem Hof Schulte-Herbrüggen, besaß der Aufsitzer ein erbliches Nutzungsrecht, das 1526 erstmals in einem Gewinnbrief genannt wird. 1670 wurde die Naturablieferung der dritten Garbe in eine feste Geldabgabe umgewandelt. In der Landmatrikel von 1668 ist der Hof 74 Morgen groß und zehntfrei. Aufsitzer war Jacob Schulte zu Herbrüggen. 1795 wird der ganze Bauer und Müller Schulte Herbrüggen aufgeführt, die Grundherrschaft hat die fürstliche Abtei zu Essen. Letztbehandigter war Johann Heinrich Schulte Herbrüggen im Jahr 1773 sowie zur zweiten Hand seine Ehefrau Maria Francisca geboren Rasche. Als Witwe wurde ihr nach langen Verhandlungen mit Preußen das erbliche Nutzungsrecht durch das preußische Finanzministerium gewährt. Mit ihrem einzigen Sohn Johann Heinrich löste sie 1882 alle fiskalischen Lasten ab, so dass der nun 188 Morgen große Hof ihr uneingeschränktes Eigentum wurde. Im Jahre 1900 ging der Hof auf den Mülheimer Bergwerks-Verein über. Die Herbrüggenstraße, die zuvor in Altendorf Schultestraße hieß, führt von der Nöggerathstraße nach Westen, wo sie wenige Meter durch Frohnhausen und weiter nach Schönebeck verläuft. |                                           |
| Hirtsieferstraße          | 580                                   | Heinrich Hirtsiefer, Sozialpolitiker, Mitglied der Deutschen Zentrumspartei und stellvertretender preußischer Ministerpräsident          | 29. Aug. 1946       | Die östlich und westlich der Hirtsieferstraße gelegene Wohnsiedlung wird auch als Hirtsiefersiedlung bezeichnet. Sie steht als Ganzes seit 1995 unter Denkmalschutz. Die Hirtsieferstraße, die zuvor Mercatorstraße hieß, führt von Süden kommend in Fortsetzung der Onckenstraße nach Norden auf die Altendorfer Straße. Sie ist damit Teil der Landesstraße L20. | Hirtsieferstraße                          |
| Hittorfstraße             | 100                                   | Johann Wilhelm Hittorf, Physiker und Chemiker                                                                                            | 7. Dez. 1906        | Die Hittorfstraße verbindet die Hagenbeckstraße mit der Oberdorfstraße. |                                           |
| Hoeckerstraße             | 50                                    | Ernst Hoecker, sogenannter kruppscher Beamter                                                                                            | 16. Mai 1902        | Ernst Hoecker wurde am 24. Juli 1837 in Krefeld geboren. Er war von 1861 bis 1893 Prokurist bei der Firma Krupp. Er starb am 30. Oktober 1893 in Essen. Die Hoeckerstraße liegt dort, wo sich einst die kruppsche Arbeiterkolonie Kronenberg befand. Da die Straßen der Kolonie ursprünglich bis 1902 alle nach Buchstaben sortiert waren, trug die Hoeckerstraße dort die Bezeichnung L-Straße. Die Hoeckerstraße ist eine südliche Stichstraße der Buddestraße. |                                           |
| Holdenweg                 | 590                                   | alte Lagebezeichnung | 9. Juli 1915        | In der Landmatrikel von 1668 ist Johann Rullig genannt, der einen Morgen Feldland am Hollenwegh zwischen Hutmann und Klein besitzt. Der Holdenweg, der ursprünglich Bocholder Straße hieß, führt von der Altendorfer Straße nach Norden, unter dem Fuß- und Radweg auf der ehemaligen Bahnstrecke Osterath–Dortmund Süd hindurch und endet dann als Sackgasse. |                                           |
| Holtener Straße           | 270                                   | Holten, seit 1917 Stadtteil von Sterkrade und seit 1929 Stadtteil von Oberhausen                                                         | 26. Nov. 1909       | Die Holtener Straße führt westlich der Hambornerstraße und östlich des Niederfeldsees in einem Ring um einen Wohnblock zum Jahnplatz. |                                           |
| Hüttmannstraße            | 780                                   | Hüttmann, Hofname | 16. Mai 1902        | Der Hof Hüttmann war ein fürstlich-essendisches Behandigungsgut und in den Oberhof Ehrenzell gehörig. Ende des 17. Jahrhunderts wurde der Hof von der Essener Äbtissin angekauft. In der Landmatrikel von 1668 sind der Aufsitzer Arndt Huttmann und der 38 Morgen große Hof genannt. 1699 wurde Johan Vogelpoth Pächter. 1795 wird der ganze Bauer Hüttmann erwähnt und als Eigentümer die Congratio Beatae Mariae Virginis. 1774 erfolgte die letzte Behandigung an Maria Josepha Bauer und Maria Ludowica Beucker für die Congration BMV. 1826 wird in der Mutterrolle der Besitzer Eberhard Hüttmann als Leibgewinner der BMV genannt. Zu dieser Zeit war der Hof 88 Morgen groß. 1842 löste die Congratio BMV alle auf dem Hof liegenden fiskalischen Lasten ab und wurde damit uneingeschränkte Eigentümerin. Die Hüttmannstraße führt von der Helenenstraße nach Westen, quert die Grieperstraße und endet danach als Sackgasse. | Hüttmannstraße, Hüttmannschule            |
| Husmannshofstraße         | 140 im Stadtteil                      | Husmannshof, Hofname | 20. Nov. 1937       | Der Husmannshof wird erstmals 1486 in einer Urkunde erwähnt. In der Landmatrikel von 1668 ist Heinrich Haußmann Aufsitzer des 29 Morgen großen Hofes. 1795 werden der Aufsitzer Hausmann sowie die gemeinsamen Eigentümer, das Gräfliche Damenkapitel in Essen und der Kaufmann Brockhoff, genannt. Auf Brockhoffs Betreiben ging der Hof 1768 in Konkurs und die aufsitzende Familie Hausmann wurde des Hofes verwiesen. Neue Aufsitzer wurden am 9. April 1770 die Eheleute Adelkamp genannt Hohlmann aus Frohnhausen. Frau Adelkamp und ihr zweiter Ehemann Johann Brandsmüller wurden 1793 Pächter des Hofes auf Lebenszeit. Auch wenn sie mit der abgesetzten Familie Hausmann oder Husmann keine verwandtschaftliche Beziehung hatten, so nannten sie sich nach damaligem Brauch nach ihr. Philipp Jacob Brockhoff sen. erwarb den Anteil des Gräflichen Damenkapitels, der auf den Domänenfiskus übergegangen war, und wurde so uneingeschränkter Eigentümer des Husmannshofes. 1897 wurde der Hof aufgrund der Expansionen der Krupp-Gussstahlfabrik aufgegeben und die Gebäude niedergelegt. Im Zweiten Weltkrieg wurde die daraufhin an dieser Stelle errichtete Villa Husmann durch Bomben zerstört. Die östlich gelegene Husmannshofstraße, ursprünglich Bruchstraße und zwischen 1902 und 1937 Husmannstraße genannt, bildet heute in Teilen die Grenze zum Nachbarstadtteil Westviertel.                                                                                       |                                           |
| In der Hagenbeck          | 670                                   | Hagenbeck, Flurname | 1. Okt. 1920        | Der alte Flurname Hagen ist namensgebend für die einstige Zeche Hagenbeck. Die Straße In der Hagenbeck, die zuvor Teil der Hagenbeckstraße war, verbindet die Nöggerathstraße mit der Oberdorfstraße. |                                           |
| In der Mergelskuhle       | 140 (alle Straßenabschnitte zusammen) | Gebiet einer ehemaligen Mergelkuhle | 12. Sep. 2006       | Im Gebiet dieser Straße lag einst eine Mergelkuhle. Später wurde das heutige Wohngebiet angelegt, das sich auf dem östlichen Teilgebiet des 1968 eröffneten und im Jahr 2000 geschlossenen und später abgerissenen Freibads West erstreckt. |                                           |
| Jahnplatz                 | 200 × 90                              | Friedrich Ludwig Jahn, Pädagoge, der die sogenannte deutsche Turnbewegung initiierte                                                     | 16. Sep. 1910       | Der Jahnplatz liegt nordöstlich des Niederfeldsees zwischen Dorstener- und Holtener Straße. |                                           |
| Kleine Buschstraße        | 520                                   | Busch, Flurname | 11. Dez. 1931       | Vor 1910 erhielt die Straße den Namen Heissener Straße. Am 9. Juli 1915 wurde sie Buschstraße, am 1. Dezember 1927 Winkhauser Straße und schließlich 1931 Kleine Buschstraße genannt. An ihr lag zwischen 1874 und 1960 der Bahnhof Essen-Altendorf. Die Kleine Buschstraße verbindet die Wüstenhöferstraße in östlicher Richtung mit dem Holdenweg. |                                           |
| Kleine Eulerstraße        | 70                                    | Leonhard Euler, Schweizer Mathematiker und Physiker                                                                                      | 26. Nov. 1909       | Die Kleine Eulerstraße verbindet die Altendorfer Straße mit der Eulerstraße. |                                           |
| Kleine Richterstraße      | 130                                   | Oskar Emil Richter, sogenannter kruppscher Beamter                                                                                       | 2. Feb. 1959        | Oskar Emil Richter wurde 1834 in Dresden geboren und war von 1860 bis 1888 Ressortleiter bei der Firma Krupp. Er starb am 5. März 1894 in Dresden. Die Kleine Richterstraße liegt dort, wo sich einst die kruppsche Arbeiterkolonie Kronenberg befand. Da die Straßen der Kolonie ursprünglich alle nach Buchstaben sortiert waren, war die Kleine Richterstraße dort der südliche Teil der M-Straße. Ab 10. Mai 1902 war sie der südliche Teil der Richterstraße, bevor sie 1959 von ihr getrennt und in Kleine Richterstraße umbenannt wurde. Die Kleine Richterstraße bildet südlich und nördlich der Buddestraße abzweigend je eine Stichstraße. |                                           |
| Körnerplatz               | 40 × 30                               | Theodor Körner, Dichter und Dramatiker                                                                                                   | 20. Aug. 1891       | Der Körnerplatz erhielt zum 100. Geburtstag von Theodor Körner seinen Namen. Dazu gab es auf dem Platz eine Feierstunde unter großer Beteiligung der Bevölkerung, wobei eine Körner-Eiche gepflanzt wurde. In den Körnerplatz münden die Körner-, die Römer- und die Siemensstraße. | Körnerplatz                               |
| Körnerstraße              | 400                                   | Theodor Körner, Dichter und Dramatiker                                                                                                   | 20. Aug. 1891       | Der Körnerstraße erhielt zum 100. Geburtstag von Theodor Körner ihren Namen. Die Körnerstraße führt von der Heinrich-Strunk-Straße in östlicher Richtung über den Körnerplatz zur Oberdorfstraße. | Körnerstraße, Hochbunker                  |
| Kötterstraße              | 160                                   | einst anliegende Kötter | 16. Mai 1902        | Einst lebten an dieser Straße einige Altendorfer Kötter (Besitzer eines Kottens), darunter Altenhoff, Hinkel und Stötzel. Die Kötterstraße verbindet die Grieperstraße mit der Ehrenzeller Straße. |                                           |
| Kopernikusstraße          | 260                                   | Nikolaus Kopernikus, Domherr, Astronom, Arzt                                                                                             | 16. Mai 1902        | Die Kopernikusstraße, die ursprünglich Rudolfstraße hieß, verbindet die Altendorfer Straße mit der Heinrich-Strunk-Straße. |                                           |
| Koppestraße               | 50 (im Stadtteil)                     | Carl Koppe, Geodät | vor 1907            | Die Koppestraße wurde ursprünglich (vor 1907) an gleicher Stelle angelegt und führte bis zur Heinitzstraße. Nach dem Bau des Güterbahnhofs (nach 1910) in diesem Bereich diente nur noch ein kurzes Stück der Koppestraße als dessen Zufahrt von der Oberdorfstraße. Nach 1955 wurde der Name vorübergehend aufgehoben. Die Koppestraße erhielt im Zuge der Errichtung eines Neubaugebietes auf dem nun ehemaligen Bahngelände am 17. Dezember 2013 erneut ihren Namen. Die Koppestraße zweigt in Altendorf von der Oberdorfstraße nach Osten ab und führt als Stichstraße ins Neubaugebiet auf Frohnhauser Flur. |                                           |
| Lichterweg                | 240                                   | Lichtschächte, Bergbau |                     | In der Karte von Honigmann aus dem Jahr 1806 sind in der Nähe dieser Straße fünf Bergbauschächte verzeichnet, die die Namen I. bis V. Licht tragen. Sie dienten der Bewetterung der Grubenbaue der Zeche Schölerpad. Die Lichterweg verbindet in der Hirtsiefersiedlung die Möbiusstraße mit der Riemannstraße. |                                           |
| Markscheide               | 470                                   | Markscheide, Grenze eines Grubenfelds | 16. Mai 1902        | Die Markscheide zwischen den Grubenfeldern der Zechen Sälzer und Neuschölerpad lag unter einem Holzkreuz, das an der Ecke Markscheide/Grieperstraße stand. Dieses wurde 1846 durch ein steinernes Kreuz ersetzt. Die Straße Markscheide, die ursprünglich Agathastraße hieß, führt von der Altendorfer Straße zur Uferpromenade des Niederfeldsees. | Markscheide, ehem. Grundschule            |
| Martin-Vollmar-Straße     | 50                                    | Martin Vollmar, Priester | 15. Jan. 1988       | Martin Vollmar wurde am 16. August 1890 im Siegkreis geboren und 1915 in Köln zum Priester geweiht. 1928 kam er als Kaplan nach Altendorf und erhielt 1931 den Auftrag im Westen der großen Arbeiterpfarrei einen eigenen Seelsorgebezirk einzurichten. 1936 entstand daraus die Gemeinde St. Clemens Maria Hofbauer, deren erster Pastor Martin Vollmar war. Er starb am 23. September 1959 und wurde in der Priestergruft auf dem Terrassenfriedhof in Schönebeck beigesetzt. Sein mutiges Auftreten in der Zeit des Nationalsozialismus machte ihn bekannt. Die Martin-Vollmar-Straße ist eine westliche Stichstraße der Hirtsieferstraße. |                                           |
| Mellinghofer Straße       | 200                                   | Mellinghofen, ehemalige Gemeinde | 16. Mai 1902        | Die ehemalige Gemeinde Mellinghofen ist seit 1878 ein Stadtteil von Mülheim an der Ruhr. Die Mellinghofer Straße, die ursprünglich Benthumstraße hieß, verbindet den Holdenweg mit dem Schölerpad. |                                           |
| Mercatorstraße            | 150                                   | Gerhard Mercator, Geograph und Kartograf                                                                                                 | 25. Feb. 1977       | 1920 wurde bereits eine Mercatorstraße benannt, die nach Umbenennung in Hirtsieferstraße 1946 aufgehoben wurde. 1977 machte man die ehemalige Leibnizstraße zur neuen Mercatorstraße. Sie ist eine östliche Stichstraße der Hirtsieferstraße. |                                           |
| Möbiusstraße              | 140                                   | August Ferdinand Möbius, Mathematiker und Astronom                                                                                       | 10. Jan. 1929       | Die Möbiusstraße berindet die Gaußstraße mit der Hirtsieferstraße. |                                           |
| Naatlandstraße            | 170                                   | Naatland, Flurname | 16. Mai 1902        | In der Landmatrikel von 1668 ist ein Johan Rulligh als Besitzer eines Morgens Feldland zwischen Tael (Thol) und Hutman aufm Naetlandt verzeichnet. Die Naatlandstraße verbindet die Altendorfer Straße mit der Drügeshofstraße. |                                           |
| Niederfeldstraße          | 480                                   | Niederfeld, Flurname | 16. Mai 1902        | In der Landmatrikel von 1668 ist ein Arnd Hutman als Besitzer eines Morgens Feldland im Niederfeldt zwischen Tael (Thol) und Gripman verzeichnet. Die Niederfeldstraße, die ursprünglich Frintroper Straße hieß, verbindet die Altendorfer Straße in nördlicher Richtung mit der Rüselstraße. Am 9. Juli 1915 wurde sie nach Norden bis zum Jahnplatz verlängert. Diese Verbindung wurde mit dem Bau des Niederfeldsees um 2010 wieder gekappt. |                                           |
| Nöggerathstraße           | 430 (im Stadtteil)                    | Johann Jacob Nöggerath, Mineraloge und Geologe                                                                                           | 21. Apr. 1911       | Der Professor für Geologie und Mineralogie sowie Geheime Bergrat Nöggerath gehörte zu den bedeutendsten preußischen Bergleuten. Im Rheinland und in Westfalen hatte er maßgeblichen Anteil an der Entwicklung des Berg- und Hüttenwesens. Die Nöggerathstraße führt, aus Frohnhausen kommend, von der Bahnstrecke Dortmund–Duisburg in nordwestlicher Richtung zum Fuß- und Radweg auf der ehemaligen Bahnstrecke Osterath–Dortmund Süd weiter nach Schönebeck. Bis 1911 hieß der Teil bis zur Giesebrechtstraße Niebuhrstraße, und der mittlere Teil bis zur Seibertzstraße war bis nach 1935 Teil der Gervinusstraße. Die bauliche Durchstreckung zur Berliner Straße fand ebenfalls nach 1935 statt. |                                           |
| Oberdorfstraße            | 670 (im Stadtteil)                    | Verlauf im oberen Dorf | um 1891             | Die Oberdorfstraße gehört mit der Unterdorfstraße zu den ältesten Wegen der Bauerschaft Altendorf, deren Kern zwischen diesen Wegen lag. Einst führte sie von Frohnhausen kommend unter der Bahnstrecke (nicht der heutige Umweg über die Bahnbrücke) nach Altendorf. Die Oberdorfstraße führt von der Bahnstrecke in nördlicher Richtung. |                                           |
| Ohmstraße                 | 210                                   | Georg Simon Ohm, Physiker | 16. Mai 1902        | Die Ohmstraße, die ursprünglich Georgstraße hieß, führt von der Röntgenstraße die Kopernikusstraße querend nach Westen und endet vor der Gesamtschule Bockmühle als Sackgasse. |                                           |
| Onckenstraße              | 150 (im Stadtteil)                    | Wilhelm Oncken, Historiker | 7. Dez. 1906        | Die Onckenstraße führt, aus Frohnhausen kommend, von der Bahnstrecke Dortmund–Duisburg in nördlicher Richtung zur Hirtsieferstraße, in die sie übergeht. Die Onckenstraße ist Teil der Landesstraße L20. |                                           |
| Richterstraße             | 270                                   | Oskar Emil Richter, sogenannter kruppscher Beamter                                                                                       | 16. Mai 1902        | Oskar Emil Richter wurde 1834 in Dresden geboren und war von 1860 bis 1888 Ressortleiter bei der Firma Krupp. Er starb am 5. März 1894 in Dresden. Die Richterstraße war einst die westlichste Straße der kruppschen Arbeiterkolonie Kronenberg. Da die Straßen der Kolonie ursprünglich alle nach Buchstaben sortiert waren, war die Richterstraße dort zuvor die M-Straße. 1959 wurde der südliche Teil abgetrennt und in Kleine Richterstraße umbenannt. Die Richterstraße verbindet die Eulerstraße mit der Sälzerstraße. |                                           |
| Riemannstraße             | 150                                   | Bernhard Riemann, Mathematiker | 1. Okt. 1920        | Die Riemannstraße verbindet den Hedwig-Dransfeld-Platz mit der Hirtsieferstraße. |                                           |
| Römerstraße               | 140                                   | Hermann Roemer, Politiker und Geologe | 16. Mai 1902        | Die Römerstraße verbindet den Körnerplatz mit der Oberdorfstraße. |                                           |
| Röntgenplatz              | 40 × 35                               | Wilhelm Conrad Röntgen, Physiker | 16. Mai 1902        | Der Röntgenplatz, der ursprünglich Emanuelplatz hieß, liegt im südlichen Teil der Röntgenstraße und der Schönaichstraße. |                                           |
| Röntgenstraße             | 630                                   | Wilhelm Conrad Röntgen, Physiker | 16. Mai 1902        | Die Röntgenstraße hieß ursprünglich Geibelstraße und wurde in der Zeit des Nationalsozialismus zwischen 1933 und 1946 in Marschallstraße umbenannt. Heute führt sie von der Berliner Straße in nördlicher Richtung auf die Altendorfer Straße. | Röntgenstraße, Christuskirche             |
| Rüselstraße               | 330                                   | Rüsel, Hofname | 16. Mai 1902        | Das Behandigungsgut Rüsel gehörte in den Oberhof Ehrenzell. In der Landmatrikel von 1668 sind der Aufsitzer Tilmann Rüessel und der rund 36 Morgen große Hof genannt. Dieser wurde 1743 bei einer öffentlichen Versteigerung den Hofräten Schiffer und Schorn zugeschlagen. Der Hofrat Franz Arnold Schorn war 1795 Letztbehandigter für die Erben Schiffer und Schorn. Von diesen erwarben 1811 die Eheleute Maria Catharina Haske und Johann Wilhelm Dickmann durch Ankauf der Erbteile den rund 46 Morgen großen Hof. 1826 übertrugen die Eheleute Dickmann gen. Rüsel den Hof auf ihren Sohn Franz Heinrich. 1843 löste er die auf dem Hof ruhenden fiskalischen Lasten ab und wurde so uneingeschränkter Eigentümer. Die Rüselstraße führt in östlicher Verlängerung der Straße Uferpromenade am südlichen Niederfeldsee-Ufer zur Sursstraße. |                                           |
| Rullichstraße             | 190                                   | Rullich, Hofname | 16. Mai 1902        | Der Hof Rullich war ein Behandigungsgut in den Oberhof Ehrenzell gehörig. Im Kettenbuch von 1332 ist mansus Wenemari Rulle genannt. In der Landmatrikel von 1668 ist der Aufsitzer Johan Rulligh und der 46 Morgen große Hof erwähnt. Der ganze Bauer Rullich ist als Eigentümer 1795 verzeichnet. Henrich Rullich und Anna Maria Hausmann war 1789 Letztbehandigte. Teile des Hofes wurden früh abgetrennt wurden zu besonderen Behandigungsobjekten erhoben. Bestimmte Parzellen erhielten 1777 Heinrich Hammacher, 1786 Johann Schlenhoff und 1797 Gertrud Hülsewiesche aus Vogelheim. In der Mutterrolle von 1826 ist der Hof 69 Morgen groß. 1835 ging der Hof, nach dem Tod von Heinrich Rullich, auf dessen Schwiegersohn Heinrich Hammacher über. Er löste die auf dem Hofe ruhenden fiskalischen Lasten 1842 ab und wurde dadurch uneingeschränkter Eigentümer. Vor 1902 war die heutige Schönaichstraße die Rulligstraße. Seit 1902 verbindet die Rullichstraße in einem westlichen Winkel die Niederfeldstraße mit der Ehrenzeller Straße. |                                           |
| Sälzerstraße              | 430                                   | Gewerkschaft Vereinigte Sälzer & Neuack                                                                                                  | 17. Jan. 1868       | Der ursprünglicher Name der Sälzerstraße, die in der damaligen Arbeiterkolonie Kronenberg lag, war bis 16. Mai 1902 V-Straße, da dort die Straßen ursprünglich nach Buchstaben sortiert waren. Einst verlief der ältere Teil der Sälzerstraße östlich über die Haedenkampstraße hinaus ins heutige Westviertel, durch Teile der ehemaligen Krupp-Gussstahlfabrik, vorbei an der Zeche Vereinigte Sälzer & Neuack bis zur Westendstraße. Dieses Teilstück wurde vor 1955 aufgehoben, brach liegengelassen und später überbaut. Die Sälzerstraße verbindet heute die Hittorfstraße mit der Haedenkampstraße. |                                           |
| Schmitzstraße             | 150                                   | Wilhelm Schmitz, Pfarrer in Altendorf | 16. Mai 1902        | Wilhelm Schmitz wurde am 24. Oktober 1827 in Weiß (Köln) geboren. Er wurde 1872 erster Rektor und 1890 Pfarrer der Pfarrei St. Mariä Himmelfahrt. Schmitz starb am 23. August 1894 in Altendorf. Die Schmitzstraße, die zuvor Kirchstraße hieß, ist eine südliche Stichstraße der Ehrenzeller Straße. |                                           |
| Schölerpad                | 610 (im Stadtteil)                    | Zeche Schölerpad | 16. Mai 1902        | Die Straße Schölerpad hieß ursprünglich Albertinenstraße, bis sie 1902 in Altendorf Schölerpad genannt wurde. Sie verlief bis um 1960 südlich der Altendorfer Straße weiter bis zur Heinrich-Strunk-Straße, damals Hemlholtzstraße. Heute verläuft der Schölerpad von der Altendorfer Straße nach Norden bis nach Bochold, wo sie weitergeführt wird. |                                           |
| Schönaichstraße           | 100                                   | August von Schoenaich-Carolath, Berghauptmann und Direktor des Oberbergamtes Dortmund                                                    | 16. Mai 1902        | Die Schönaichstraße führt vom Röntgenplatz zur Körnerstraße und trug ursprünglich den Namen Rullichstraße, die seit 1902 nördlich der Altendorfer Straße liegt. |                                           |
| Serlostraße               | 170                                   | Albert Ludwig Serlo, Ministerialdirektor                                                                                                 | 16. Mai 1902        | Albert Ludwig Serlo wurde am 14. Februar 1824 in Crossen an der Oder geboren. Er war Oberberghauptmann und Ministerialdirektor im preußischen Ministerium für öffentliche Arbeiten. Er verfasste einen Leitfaden zur Bergbaukunde und förderte den preußischen Bergbau. Er starb am 14. November 1898 in Berlin-Charlottenburg. Die Serlostraße, die ursprünglich Jahnstraße hieß, verbindet die Dechenstraße mit der Altendorfer Straße. |                                           |
| Siemensstraße             | 420                                   | Werner von Siemens, Erfinder und Industrieller                                                                                           | 16. Mai 1902        | Die Siemensstraße, die ursprünglich Johannisstraße hieß, verbindet den Körnerplatz mit der Altendorfer Straße. | Siemensstraße                             |
| Sterkrader Straße         | 220                                   | ehemalige Stadt Sterkrade | vor 1910            | Sterkrade wurde 1929 zur Stadt Oberhausen eingemeindet. Ursprünglich trug die heutige Haus-Berge Straße den Namen Sterkrader Straße. Am 9. Juli 1915 fand die Umbenennung statt, die auch aus der ehemaligen Dellwiger Straße die heutige Sterkrader Straße machte. Sie verbindet in einem nordöstlichen Bogen die Haus-Berge-Straße mit der Buschhauser Straße. |                                           |
| Styrumer Straße           | 240                                   | Styrum (Gemeinde) | 9. Juli 1915        | Der südöstliche Teil der heutigen Styrumer Straße hieß bis 1915 Fulerumer Straße, dann Styrumer Straße, zwischen 1920 und 1977 war der Abschnitt Teil der Mendener Straße. Der nordöstliche Straßenabschnitt war bis 1915 Teil der Winkhauser Straße. Die Styrumer Straße ist heute eine östliche Stichstraße der Straße Schölerpad. |                                           |
| Surstraße                 | 260                                   | Sauer- oder Suershof, Behandigungsgut | 16. Mai 1902        | Das Behandigungsgut Sauer- oder Suershof gehörte in den Oberhof Ehrenzell. In der Landmatrikel von 1668 sind der Aufsitzer Herman Sauerhauß und der rund 27 Morgen große Hof genannt. Der Halbbauer Suers wird 1795 erwähnt. Der Aufsitzer ist Eigentümer. Die Eheleute Johann Drüge und Maria Suers waren 1791 sowie Diedrich Stratmann und Anna Catharina geborene Suers 1809 Letztbehandigte. Da war der Hof 56 Morgen groß. In der Mutterrolle von 1826 ist Theodor Surs Eigentümer, in der Mutterrolle von 1866 Theodor Stratmann gen. Suers. Die Surstraße verbindet die Ehrenzeller Straße mit der Rüselstraße. |                                           |
| Tholstraße                | 130                                   | Thol, Hofname | 16. Mai 1902        | Das fürstlich-essendische Behandigungsgut Tholshof gehörte in den Oberhof Ehrenzell. Im Kettenbuch von 1332 ist Henrich Tulen erwähnt. In der Landmatrikel von 1668 sind der Aufsitzer Johan Thael und der rund 23 Morgen große Hof genannt. Der Halbbauer Thal wird 1795 erwähnt. Der Aufsitzer wird als Eigentümer und der Hof als Behandigungsgut bezeichnet. Die Eheleute Johann Thael und Catharina Rullich waren 1803 Letztbehandigte. In der Mutterrolle von 1826 ist Theodor Thol Eigentümer und der Hof 45 Morgen groß. Dessen Sohn Johann löste 1844 die auf dem Hof liegenden fiskalischen ab und wurde dadurch uneingeschränkter Eigentümer. Die Tholstraße verbindet die Naatlandstraße mit dem Holdenweg. |                                           |
| Uferpromenade             | 260                                   | Lage am Ufer des Niederfeldsees | 22. Mai 2013        | Die Uferpromenade am etwa 1,8 Hektar großen und künstlichen Niederfeldsee, der im August 2014 fertiggestellt wurde, ist die offizielle Bezeichnung dieser Straße, die zuvor zur Rüselstraße gehörte und weiterhin mit diesem Namen östlich weiterführt. | Uferpromenade                             |
| Unterdorfstraße           | 410                                   | Verlauf im unteren Dorf | um 1891             | Die Unterdorfstraße gehört mit der Oberdorfstraße zu den ältesten Wegen der Bauerschaft Altendorf, deren Kern zwischen diesen Wegen lag. Die Unterdorfstraße verbindet die Sälzerstraße mit der Altendorfer Straße. |                                           |
| Weuenstraße               | 180                                   | Weuen, Hofname | 16. Mai 1902        | Das Behandigungsgut Weuen gehörte in den Oberhof Ehrenzell. In der Landmatrikel von 1668 sind der Aufsitzer Herman Woy und der rund 17 Morgen große Hof genannt. Der Kötter Weue wird 1795 erwähnt. Der Aufsitzer wird als Eigentümer und der Hof als Behandigungsgut bezeichnet. Die Eheleute Hermann Heinrich Weue und Catharina König waren im Jahr 1800 Letztbehandigte. Nach deren Tod wurden noch die Eheleute Wilhelm Husmann gen. Weue und Franziska geborene Weue 1827 mit dem Hof behandigt. In der Mutterrolle von 1826 ist Wilhelm Weuhe Eigentümer und der Hof 35 Morgen groß. Der Hof ging 1882 auf Philipp Hermann Husmann gen. Weuh über. Die Weuenstraße verbindet die Uferpromenade mit der Hüttmannstraße. |                                           |
| Wordstraße                | 410                                   | Word, Flurname | 16. Mai 1902        | In der Mutterrolle von 1826 wird der Flurname in der Worth erwähnt. Die Wordstraße verbindet die Euskirchenstraße mit der Rüselstraße, wobei sie durch verkehrsberuhigte Zonen unterbrochen wird. |                                           |
| Wüstenhöferstraße         | 230 (im Stadtteil)                    | Franz Jakob Carl Wüstenhöfer, Industrieller                                                                                              | 27. Nov. 1933       | Franz Jakob Carl Wüstenhöfer wurde am 16. August 1859 in Berleburg geboren. Er war von 1891 bis 1913 Direktor der Zeche König Wilhelm und danach dort Generaldirektor. Mehreren Aufsichtsräten und Gremien gehörte als Mitglied an. Zudem war er Mitglied und ehrenamtlicher Beigeordneter im Gemeinderat der Bürgermeisterei Borbeck. In der evangelischen Kirchengemeinde Borbeck und in deren Krankenhaus war er Kirchenmeister und Synodenältester. 1923 wurde er Ehrenbürger der Bergakademie Clausthal. Wüstenhöfer starb am 6. März 1927 in Rüttenscheid. Er wurde auf dem Matthäusfriedhof beigesetzt. Die Wüstenhöferstraße wurde 1915 der in Bochold seit 1895 bestehenden Buschstraße baulich angeschlossen und 1933 in diesem Teil Wüstenhöferstraße genannt. Die Wüstenhöferstraße führt von der Altendorfer Straße in nordwestlicher Richtung weiter nach Bochold. |                                           |
| Zirkelstraße              | 90                                    | Ferdinand Zirkel, Geologe | 16. Mai 1902        | Die Zirkelstraße, die ursprünglich Engelbertstraße hieß, verbindet die Unterdorfstraße mit der Oberdorfstraße. |                                           |
| Zollstraße                | 440 (im Stadtteil)                    | Constantin Zöller, Lehrer | 22. Jan. 1897       | Der Lehrer Constantin Zöller wurde am 22. Juni 1826 in Ruhrort geboren. Er besaß, noch bevor es die Straßenweise Nummerierung gab, das Haus Bochold Nr. 156. Das war der Grund für den Borbecker Bürgermeister Rudolf Heinrich, die Straße Zollstraße zu nennen. Heinrich vergab gern kurze Straßennamen, da es noch nicht üblich war, den Straßennamen an den Beginn und das Ende einer Straße, sondern ihn mit auf die Hausnummernschilder zu setzen. Nach erfolgter Umnummerierung wohnte Constantin Zöller in der Zollstraße 1. Er starb am 1. Juli 1901 in Borbeck. Die Zollstraße, die ursprünglich Bottroper Straße genannt wurde, führt von der Helenenstraße nach Norden und bildet dabei die Grenze zu Bochold, wohin sie weiter führt. |                                           |

## Liste ehemaliger Straßennamen
Die Liste ehemaliger Straßennamen erhebt keinen Anspruch auf Vollständigkeit.
| Name               | von           | bis           | umbenannt in (aktuell)                                                                      | Herleitung | Bemerkungen |
| ------------------ | ------------- | ------------- | ------------------------------------------------------------------------------------------- | --- | --- |
| Agathastraße       |               | 16. Mai 1902  | → Markscheide                                                                               | | |
| Albertinenstraße   |               | 16. Mai 1902  | → Schölerpad                                                                                | | |
| Asbeckstraße       | 16. Mai 1902  | um 1938       | aufgehoben und überbaut                                                                     | | In der einstigen Arbeiterkolonie Kronenberg trugen alle Straßen bis 1902 Buchstaben, siehe auch Liste in diesem Artikel. So war die Asbeckstraße zuvor die R-Straße. Um 1938 wurde die Asbeckstraße zum südlichen Teil der Heinitzstraße und in den 1970er dort aufgehoben und überbaut. |
| Auf der Goiß       | vor 1935      | nach 1960     | aufgehoben und überbaut                                                                     | | Die Straße Auf der Goiß bildete aus heutiger Sicht östlich parallel zur Hirtsieferstraße eine Verbindung zwischen Mercator- und Heinrich-Strunk-Straße. |
| Barkhofstraße      | 1902          | 20. Nov. 1937 | → Dickmannstraße                                                                            | | Die Barkhofstraße wurde 1937 Vesterstraße und 1970 Dickmannstraße genannt. |
| Beckstraße         |               | vor 1910      | → Bülsebeckstraße                                                                           | | Die ursprüngliche Beckstraße wurde vor 1910 Bedingrader Straße und 1915 Bülsebeckstraße genannt. |
| Bedingrader Straße | vor 1910      | 9. Juli 1915  | → Bülsebeckstraße                                                                           | | Die Bedingrader Straße hieß ursprünglich Beckstraße und wurde 1915 in Bülsebeckstraße umbenannt. |
| Benthumstraße      |               | 16. Mai 1902  | → Mellinghofer Straße                                                                       | | |
| Bergmühlenstraße   |               | 9. Juli 1915  | → Grieperstraße                                                                             | | Die Bergmühlenstraße und wurde am 16. Mai 1902 zwischen der Altendorfer Straße und der damaligen Bahnstrecke Osterath–Dortmund Süd in Grieperstraße umbenannt. Am 9. Juli 1915 wurde auch der nördliche Teil der Bergmühlenstraße bis nach Bochold der Grieperstraße angegliedert. |
| Bocholder Straße   |               | 9. Juli 1915  | → Holdenweg                                                                                 | Bochold, ehemalige Bauerschaft | 1915 wurde eine Straße in Bochold und Borbeck-Mitte mit Bocholder Straße neu benannt. |
| Bruchstraße        |               | 26. Mai 1902  | → Husmannshofstraße                                                                         | | |
| Bungertstraße      |               | 20. Okt. 1905 | → Drügeshofstraße                                                                           | | |
| Buschstraße        | 28. Nov. 1895 | 1. Dez. 1927  | → Kleine Buschstraße → Wüstenhöferstraße                                                    | Busch, Flurname | Vor 1910 erhielt die Buschstraße in Altendorf den Namen Heissener Straße. 1915 wurde sie baulich an die in Bochold seit 1895 so genannte Buschstraße angeschlossen (ab 1933 Wüstenhöferstraße) und im gesamten Verlauf Buschstraße genannt. Der östliche Teil wurde 1927 Winkhauser Straße und schließlich 1931 Kleine Buschstraße genannt. |
| Dellwiger Straße   | 16. Mai 1902  | 9. Juli 1915  | → Sterkrader Straße                                                                         | ehemalige Bauerschaft Dellwig | Dellwig wurde 1915 zur Stadt Essen eingemeindet. |
| Emanuelplatz       |               | 16. Mai 1902  | → Röntgenplatz                                                                              | | |
| Erathstraße        | um 1902       | nach 1955     | aufgehoben und überbaut                                                                     | | Die Erathstraße zweigte östlich der Richterstraße ab, querte die Haedenkampstraße und führte weiter ins Westviertel. Sie lag in der ehemaligen kruppschen Arbeiterkolonie Kronenberg. Da die Straßen der Kolonie ursprünglich alle nach Buchstaben sortiert waren, war die Erathstraße dort die W-Straße. |
| Erlenbuschstraße   | vor 1907      | nach 1945     | aufgehoben und überbaut                                                                     | | Die Erlenbuschstraße verband die Wordstraße mit der Helenenstraße und verlief dabei nördlich parallel zur Rüselstraße. |
| Frintroper Straße  |               | 9. Juli 1915  | → Niederfeldstraße → HoltenerStraße                                                         | ehemalige Bauerschaft Frintrop | Die Frintroper Straße wurde südlich der Rüselstraße am 16. Mai 1902 in Niederfeldstraße umbenannt. Das nördliche der Rüselstraße bis zum Jahnplatz verlaufende Teilstück wurde am 9. Juli 1915 ebenfalls zur Niederfeldstraße, heute in Teilen Holtener Straße. |
| Fulerumer Straße   | 16. Mai 1902  | 1. Okt. 1920  | → Styrumer Straße                                                                           | Fulerum, Gemeinde | Die Fulerumer Straße hieß zwischen 1920 und 1977 Mendener Straße. |
| Geibelstraße       |               | 16. Mai 1902  | → Röntgenstraße                                                                             | | |
| Georgstraße        |               | 16. Mai 1902  | → Ohmstraße                                                                                 | | |
| Hasenkampstraße    |               | 16. Mai 1902  | → Dickmannstraße                                                                            | | |
| Henriettenstraße   |               | 16. Mai 1902  | → Haskenstraße                                                                              | | |
| Heissener Straße   |               | 9. Juli 1915  | → Kleine Buschstraße                                                                        | Heißen, heute Stadtteil von Mülheim an der Ruhr | Vor 1910 erhielt die Straße den Namen Heissener Straße. 1915 wurde sie Buschstraße, 1927 Winkhauser Straße und schließlich 1931 Kleine Buschstraße genannt. |
| Hohenzollernstraße | vor 1898      | 16. Mai 1902  | → Hagenbeckstraße                                                                           | Hohenzollern, Adelsgeschlecht | Aus dem Adelsgeschlecht Hohenzollern ging später der deutsche Kaiser hervor. |
| Husmannstraße      | 26. Mai 1902  | 20. Nov. 1937 | → Husmannshofstraße                                                                         | Husmann, Name der ehemaligen Aufsitzer des Husmannshofs | |
| Jahnstraße         |               | 16. Mai 1902  | → Serlostraße                                                                               | Friedrich Ludwig Jahn, Pädagoge, der die sogenannte deutsche Turnbewegung initiierte                                                                        | |
| Johannisstraße     |               | 16. Mai 1902  | → Siemensstraße                                                                             | | |
| K-Straße           | um 1872       | 16. Mai 1902  | → Haedenkampstraße                                                                          | | In der einstigen Arbeiterkolonie Kronenberg trugen alle Straßen bis 1902 Buchstaben, siehe auch Liste in diesem Artikel. 1902 wurde die K-Straße zunächst Margaretenstraße genannt. Seit 1915 ist sie Teil der Haedenkampstraße. |
| Kaiserstraße       |               | 16. Mai 1902  | → Heinrich-Strunk-Straße → Helmholtzplatz                                                   | | |
| Karlstraße         |               | 16. Mai 1902  | → Dechenstraße                                                                              | | |
| Kirchstraße        |               | 16. Mai 1902  | → Schmitzstraße                                                                             | Straße zur Kirche St. Mariä Himmelfahrt | |
| Klemensstraße      |               | 16. Mai 1902  | → Geißlerstraße                                                                             | | |
| Kraemerstraße      | 16. Mai 1902  | 9. Juli 1915  | → Haedenkampstraße                                                                          | Gustav Kraemer, Architekt im kruppschen Baubüro | Die Kraemerstraße war die südlichste Straße in der ehemaligen Arbeiterkolonie Kronenberg und verlief in Ost-West-Richtung von der Frohnhauser Straße nach Westen. So war sie, wie alle Straßen der Kolonie, bis 1902 nur mit einem Buchstaben bezeichnet und hieß ursprünglich U-Straße. Die Kraemerstraße wurde im östlichen Verlauf 1915 Teil der Haedenkampstraße. |
| L-Straße           | um 1872       | 16. Mai 1902  | → Hoeckerstraße                                                                             | | In der einstigen Arbeiterkolonie Kronenberg trugen alle Straßen bis 1902 Buchstaben, siehe auch Liste in diesem Artikel. |
| Leibnizstraße      | 1. Okt. 1920  | 29. Aug. 1946 | → Mercatorstraße                                                                            | Gottfried Wilhelm Leibniz, Philosoph, Mathematiker, Diplomat, Historiker                                                                                    | |
| Limbecker Chaussee | 1883          | 4. Dez. 1901  | → Altendorfer Straße                                                                        | Die Straße führte direkt auf das Limbecker Tor der Essener Stadtmauer zu.                                                                                   | Die Limbecker Chaussee wurde aus Anlass der Eingemeindung Altendorfs zur Stadt Essen am 1. August 1901 und in Erinnerung an die damit aufgelöste Bürgermeisterei Altendorf zur Altendorfer Straße umbenannt. |
| M-Straße           | um 1872       | 16. Mai 1902  | → Richterstraße → Kleine Richterstraße                                                      | | In der einstigen Arbeiterkolonie Kronenberg trugen alle Straßen bis 1902 Buchstaben, siehe auch Liste in diesem Artikel. 1902 erhielt die M-Straße den Namen Richterstraße, 1959 wurde ihr südliches Teilstück abgetrennt und in Kleine Richterstraße umbenannt. |
| Marienstraße       |               | 1. Dez. 1927  | → Euskirchenstraße                                                                          | | |
| Margaretenstraße   | 16. Mai 1902  | 16. Mai 1915  | → Haedenkampstraße                                                                          | Margarethe Krupp, Ehefrau des Unternehmers Friedrich Alfred Krupp, treuhänderische Konzernleiterin, Stiftungsgründerin, erste Ehrenbürgerin der Stadt Essen | In der einstigen Arbeiterkolonie Kronenberg trugen alle Straßen bis 1902 Buchstaben, siehe auch Liste in diesem Artikel. 1902 wurde die K-Straße zunächst Margaretenstraße genannt. In der einstigen Arbeiterkolonie Kronenberg trugen alle Straßen bis 1902 Buchstaben, siehe auch Liste in diesem Artikel. Seit 1915 ist die Margaretenstraße Teil der Haedenkampstraße. |
| Marschallstraße    | 14. Aug. 1933 | 9. Okt. 1946  | → Röntgenstraße                                                                             | | Umbenennung in der Zeit des Nationalsozialismus, um die symbolische Form der Machtergreifung voranzutreiben. |
| Martinstraße       |               | 7. Dez. 1906  | → Besselstraße                                                                              | | |
| Mendener Straße    | 1. Okt. 1920  | 25. Feb. 1977 | → Styrumer Straße                                                                           | Menden-Holthausen, heute Stadtteil von Mülheim an der Ruhr                                                                                                  | Die Mendener Straße hieß zuvor Fulerumer Straße und heißt seit 1977 Styrumer Straße. |
| Mercatorstraße     | 1. Okt. 1920  | 29. Aug. 1946 | → Hirtsieferstraße                                                                          | Gerhard Mercator, Geograph und Kartograf | Zwischen 1920 und 1946 trug die heutige Hirtsieferstraße den Namen Mercatorstraße. Der Name wurde dann aufgehoben. 1977 machte man die ehemalige Leibnizstraße zur neuen Mercatorstraße. |
| N-Straße           | um 1872       | 16. Mai 1902  | → Buddestraße                                                                               | | In der einstigen Arbeiterkolonie Kronenberg trugen alle Straßen bis 1902 Buchstaben, siehe auch Liste in diesem Artikel. Zwischen 1902 und 1913 war die N-Straße Teil der Hagenbeckstraße. |
| Osterfeld Straße   | vor 1910      | vor 1927      | aufgehoben und überbaut                                                                     | ehemalige Bauerschaft Osterfeld | Die Osterfeld Straße, die später Sellerbeckstraße hieß, verlief in Verlängerung der Wordstraße nach Norden, querte die heutige Haus-Berge-Straße und traf auf die damals nach Süden weiterverlaufende Sterkrader Straße. |
| R-Straße           | um 1872       | 16. Mai 1902  | aufgehoben und überbaut                                                                     | | In der einstigen Arbeiterkolonie Kronenberg trugen alle Straßen bis 1902 Buchstaben, siehe auch Liste in diesem Artikel. So war die R-Straße 1902 in Asbeckstraße umbenannt worden. Um 1938 wurde die Asbecktraße zum südlichen Teil der Heinitzstraße und in den 1970er hier aufgehoben und überbaut. |
| Schultestraße      | 8. Okt. 1896  | 9. Juli 1915  | → Herbrüggenstraße                                                                          | Schulte-Herbrüggen, Hofname | Die Straße wurde nach dem Hof Schulte-Herbrüggen zunächst Schultestraße, dann Herbrüggenstraße genannt. Siehe auch unter Herbrüggenstraße. |
| Sellerbeckstraße   | vor 1910      | nach 1955     | aufgehoben und überbaut                                                                     | | Die Sellerbeckstraße, die zuvor nördlicher Teil der Osterfeld Straße war, verlief von der Hamborner Straße nach Nordosten, querte die heutige Haus-Berge-Straße und traf auf die damals nach Süden weiterverlaufende Sterkrader Straße. |
| Rudolfstraße       |               | 16. Mai 1902  | → Kopernikusstraße                                                                          | | |
| Sevenarstraße      | vor 1907      | um 1915       | aufgehoben und überbaut                                                                     | von Sevenar, alte Essener Familie | Von Sevenar war der Name einer alten Essener Patrizierfamilie, aus der unter anderem der Bürgermeister Phillip von Sevenar stammte, der sein Amt von 1600 bis 1605 ausübte und während der Reformation die ersten reformierten Gottesdienste veranlasste. Deshalb wurde er von der Äbtissin Maria Clara von Spaur seines Amtes enthoben. Die Sevenarstraße verband die Grieperstraße mit dem Holdenweg und führte dabei über das Grundstück der späteren Hüttmann- und der Salzmannschule. 1915 erhielt eine Straße im Essener Ostviertel den Namen Sevenarstraße. |
| Siemensplatz       | vor 1907      | nach 1965     | aufgehoben, heute Kreuzung der Dechen- und der Heinrich-Strunk-Straße mit der Siemensstraße | Werner von Siemens, Erfinder und Industrieller | |
| Theodorstraße      |               | 16. Mai 1902  | → Eulerstraße                                                                               | | |
| Thomaestraße       | 8. Mai 1933   | 15. Mai 1945  | → Altendorfer Straße                                                                        | Gottfried Thomae, getöteter Nationalsozialist | Umbenennung in der Zeit des Nationalsozialismus, um die symbolische Form der Machtergreifung voranzutreiben. Der östliche Teil der Altendorfer Straße, etwa ab der Haedenkampstraße bis ins Westviertel, wurde in dieser Zeit nach Gottfried Thomae benannt, einem 1928 durch Zusammenstöße mit Kommunisten getöteten Nationalsozialisten. |
| U-Straße           | um 1872       | 16. Mai 1902  | aufgehoben und überbaut                                                                     | | In der einstigen Arbeiterkolonie Kronenberg trugen alle Straßen bis 1902 Buchstaben, siehe auch Liste in diesem Artikel. So war die U-Straße 1902 in Kraemerstraße umbenannt worden. Um 1938 wurde die Kraemertraße hier im westlichen Teil aufgehoben und überbaut und im östlichen Verlauf Teil der Haedenkampstraße. |
| Vesterstraße       | 20. Nov. 1937 | 16. Dez. 1970 | → Dickmannstraße                                                                            | Vestersche Schmiede | Die Vesterstraße ist nach der Vesterschen Schmiede benannt, die nach dem Tod des Inhabers schloss. Sein Geselle Hermann Brathe heiratete die Witwe Vester und eröffnete in Altendorf eine Gastwirtschaft. Die Vesterstraße war zuvor die Barkhofstraße und wurde 1970 Dickmannstraße genannt. |
| W-Straße           | um 1872       | 16. Mai 1902  | aufgehoben und überbaut                                                                     | | In der einstigen Arbeiterkolonie Kronenberg trugen alle Straßen bis 1902 Buchstaben, siehe auch Liste in diesem Artikel. Die W-Straße querte die heutige Haedenkampstraße und führte weiter ins Westviertel. Sie wurde 1902 in Erathstraße umbenannt und 1938 mit der Erweiterung der Krupp Gussstahlfabrik aufgehoben und überbaut. |
| Winkhauser Straße  |               | 11. Dez. 1931 | → Kleine Buschstraße → Styrumer Straße                                                      | Winkhausen, Ortsteil von Mülheim an der Ruhr | Die ursprüngliche Winkhauser Straße war der nordöstliche Teil der heutigen Styrumer Straße. Sie wurde am 9. Juli 1915 in diese umbenannt und der Name Winkhauser Straße zunächst aufgehoben. Die einstige Heissener Straße wurde 1915 zur Buschstraße, am 1. Dezember 1927 zur neuen Winkhauser Straße und schließlich 1931 Kleine Buschstraße genannt. Seitdem ist der Name Winkhauser Straße aufgehoben. |